# 標準組織
標準組織指的是以確立某個領域内的標準為目標的組織。在工商業界，確立一定的普適標準對於公司和組織间的協作有著重要作用，例如零件組裝等如果缺乏標準將導致產品適用性大幅下降。最早的工業標準可與追溯到1800年，當時亨利·莫玆利為螺絲車床的製造建立了標準。 1901年在倫敦成立的工程標準委員會（Engineering Standards Committee）是世界上最早的國家級標準組織。 在一戰之後，德國和法國等其他國家也出現了標準組織。

## 外部連結
- ANSI: directory of standards developing organizations （页面存档备份，存于）
- CEN: standards consortia for information and communication technologies （页面存档备份，存于）
- NIST: global standards information